# Nancy Gilot
Nancy Gilot, née à Jacmel le 20 juin 2000, est une reine haïtienne de la culture du carnaval de Jacmel 2020, Miss Jacmel (International Miss Junior) 2021. Fondatrice NAGCOSMETICS. 

## Biographie
Nancy Gilot, est née à Jacmel le 20 juin 2000. Elle a effectué ses études primaires chez les sœurs salésiennes et ses études secondaires Vie de France et a terminé au Collège Batiste Hosanna, à Jacmel. Elle est présidente du club des jeunes de l’organisation Mouvement Haïtien pour le Développement Rural (MHDR) pour la commune de Jacmel, et Présidente-fondatrice du club Union jouvencelle vers la Transcendance Intellectuelle (UJTI). Elle fait aussi partie de la maison d’éditions Pulùcia, dirigée par Pierre-Paul Ancion.
Elle a été nommée comme reine de la culture du carnaval 2020 de Jacmel par la Direction Départementale de la Culture du Sud’Est  pour son  implication dans la vie socioculturelle des jeunes de sa génération à Jacmel, sa jovialité, son affabilité et son éloquence en ayant Michaëlle Craan comme modèle. Etant devenue ambassadrice du Ministère de la culture et de la communication haïtien (MCC), dans la région du Sud-est d’Haïti, elle a entretenu avec le Premier ministre par intérim, Jean Michel Lapin, autour de la construction d’un espace pouvant accueillir les grands évènements culturels de Jacmel et plus particulièrement « le carnaval de Jacmel », qui aurait baptisé le «Jacmélodrome». Un espace qui serait semblable à celui de Rio de Janeiro, le «Sambodrone».. 
Nancy Gilot ayant le plus grand nombre de votes a  remporté le premier prix de la cinquième édition de Miss internationale Junior Haïti du concours international Miss Junior (pour la région de Jacmel), lors d’une cérémonie organisée à l’hôtel Le Plaza au Champ de Mars le 19 décembre 2020. Elle a gratifié le public d’une chorégraphie de la musique folklorique «Panama m tonbe». Ce concours est piloté par Nikki Clark, la directrice régionale Vanessa Marcel et le directeur du Jeune du monde (JM) Marcelin François. Dans ce concours Nancy Gilot illustre comme modèle Eden Berandoive la Miss Panamerican Haïti 2019, qui vient d’Aquin, pour son dévouement et sa motivation et en second lieu, Raquel Pélissier.
Après avoir obtenu son diplôme de bioanalyste et suivi une formation d’infirmière urgentiste en République dominicaine, elle s’est engagée activement dans le développement de sa communauté.
En 2021, Nancy a lancé sa marque de cosmétiques, NAGHair, lors d’une cérémonie à l’hôtel de la Place à Jacmel. Cet événement a réuni des personnalités telles que la mairesse de Jacmel, le directeur départemental de la culture et de nombreux jeunes, témoignant de l’impact de son initiative. En décembre 2022, la marque a été rebaptisée NAGCosmetics, reflétant son expansion et son engagement continu envers l’innovation dans l’industrie cosmétique.

## Distinctions
- Reine de la culture du Carnaval 2020 de Jacmel.
- Miss Jacmel (International Miss Junior) 2020.